# Пуенте Алто
Пуенте Алто (шп. Puente Alto) је општина у Чилеу. По подацима са пописа из 2002. године број становника у месту је био 492.603.

## Демографија
| 2002.   |
| ------- |
| 492,603 |